# Новодюртюкеево
Новодюртюкеево (баш. Яңы Дүртекәй) — деревня в Балтачевском районе Республики Башкортостан Российской Федерации. Входит в состав Сейтяковского сельсовета. 

## География

### Географическое положение
Расстояние до:
- районного центра (Старобалтачёво): 13 км,
- центра сельсовета (Сейтяково): 3 км,
- ближайшей ж/д станции (Куеда): 88 км.

## Население
| 2002 | 2009 | 2010 |
| ---- | ---- | ---- |
| 76   | ↘72  | ↘57  |

Согласно переписи 2002 года, преобладающая национальность — марийцы (86 %).